# 52-es főút
52-es főút (ötvenkettes főút, ungarisch für ‚Hauptstraße 52‘) ist eine ungarische Hauptstraße. Sie beginnt in Kecskemét an der 5-ös főút führt in westlicher Richtung, dabei zunächst den Anschluss 85 der Autobahn Autópálya M5 kreuzend und dann Jakabszállás passierend, in nahezu gerader Richtung durch unbesiedeltes Gebiet der Kleinen Kumanei. Der erste nennenswerte Ort an der Straße ist Fülöpszállás. Am östlichen Rand von Solt zweigt die 53-as főút nach Südosten ab. Im westlich der Bahnstrecke gelegenen Teil von Solt wird die von Budapest zur serbischen Grenze führende 51-es főút gekreuzt. Nach weiteren 7 km überquert die Straße auf der József-Beszédes-Brücke die Donau und endet in Dunaföldvár an der 6-os főút (zugleich Europastraße 73). Die Gesamtlänge beträgt 64 Kilometer.